# Didier Hermand
Pour les articles homonymes, voir Hermand.
Didier Hermand est un romancier français, né à Lille le 27 avril 1959.

## Genre
Ses fictions nous renvoient à la réalité, à la vie tout simplement. Didier Hermand écrit avec justesse et authenticité les relations et les rencontres qui jalonnent et transforment parfois notre existence. 
Ces thèmes concis ne s'embarrassent guère d'un décor somptueux : l'essentiel étant l'histoire des deux ou trois personnages qui se mesurent au destin.

## Œuvres
- Embrasse les vivants pour moi  (éditions Persée 2007)  éditions Atria 2009  (ISBN 9782918078029)[2]
- Pleure pas Noëlla  (éditions Persée 2008)     éditions Atria  2009  (ISBN 9782918078036)
- Le secret de Marine éditions Atria 2008  (ISBN 97829525496-77)
- Les lettres de Lou  éditions Atria  2009  (ISBN 9782918078043)
- Âmes sœurs  éditions Atria  2010  (ISBN 9782918078142)
- Une seconde chance  éditions Atria  2011  (ISBN 9782918078210)
- Le marionnettiste édition Atria  2013  (ISBN 9782918078463)
- Rendez-vous édition Atria

## Récompenses
- Embrasse les vivants pour moi   Prix d'Honneur de l'Académie Littéraire et Poétique de Provence (2010)
- Les lettres de Lou   Prix Littéraire de La Bassée (2010)
- Âmes sœurs Prix d'Honneur de l'Académie Littéraire et Poétique de Provence (2011)
- Une seconde chance  Sélection du Prix Handi-livres (2012)
- Une seconde chance Prix Baudelot/Fondation Depoorter (2014)